# شیائو شا
شیائو شا (به انگلیسی: Xiao Sha) ژیمناست زادهٔ ۱۵ ژوئن ۱۹۹۲ میلادی اهل کشور چین است.